# Piotr Buciarski
Piotr Buciarski (ur. 22 listopada 1975 w Warszawie) – duński lekkoatleta, skoczek o tyczce polskiego pochodzenia, syn znanego w latach 70. tyczkarza Wojciecha Buciarskiego.

## Osiągnięcia
Zdobył 5. miejsce na Letniej Uniwersjadzie 2001, 7. na Mistrzostwach Europy w hali 2002 i 11. na Mistrzostwach Europy 2002. Występował także na Mistrzostwach Świata w lekkiej atletyce w 2001, 2003, 2005 oraz Igrzyskach w Atenach 2004 r. nie kwalifikując się do fazy finałowej. Reprezentował klub Sparta Atletik.

## Rekordy życiowe
Jego rekord życiowy wynosi 5,75 m (kwiecień 2002 w Fort-de-France - aktualny rekord Danii). Incydentalnie występował także w trójskoku (rekord życiowy: 14,52 m) oraz dziesięcioboju (rekord życiowy: 7220 pkt). Wielokrotny mistrz Danii w różnych konkurencjach.
Najlepszy wynik uzyskany przed otrzymaniem obywatelstwa Danii – 5,50 m w hali (3 marca 1996, Malmö) – 18. wynik w historii polskiej lekkoatletyki.